# 麝香阿魏
麝香阿魏（学名：Ferula sumbul）是伞形科阿魏属的植物。分布于俄罗斯以及中国大陆的新疆等地，生长于海拔1,500米至3,100米的地区，多生长于山区有灌木丛的砾石质坡上，目前尚未由人工引种栽培。

## 异名
- Ferula moschata (Reinsch) K.-Pol.